# Razhudnikovke
Razhudnikovke (znanstveno ime Solanaceae) so družina rastlin iz reda Solanales (razhudnikovci). Ta družina šteje 90 rodov in med 2000 do 3000 vrst.
Iz te družine pa izvirajo užitne rastline, ki jih uporabljamo v vsakodnevni prehrani. To so paradižnik, paprika, jajčevec, feferoni in krompir. Zanimivost krompirja je ta, da so njegovi zeleni deli strupeni in lahko povzročajo obolenja, podobna črevesnemu katarju (gastroenteritisu). Tudi v lupini gomoljev so v manjših količinah prisotni isti alkaloidi (solanin), zato je uživanje surovega krompirja škodljivo. Med razhudnikovke sodi tudi tobak.

## Razširjenost
Družina je razširjena po vseh tropskih in zmernih predelih sveta. Najdemo jih na vseh celinah. Večina vrst izvira iz srednje in južne Amerike, določene vrste pa so avtohtone tudi v Avstraliji. V našem okolju je več avtohtonih vrst razhudnikov, vendar so vse strupene.

## Značilnosti
Večina razhudnikovk je pokončnih ali plazečih, enoletnih ali trajnih zelišč. Nekatere so grmovnate (kustovnica Lycium, kladivnik Cestrum), nekatere so majhna drevesca (nekatere vrste rodov Cyphomandra in Dunalia).

### Listi
Listi so zelo različni po obliki in velikosti. Lahko so celi ali na različne načine deljeni, vedno so brez prilistov, največkrat so premenjalni.

### Socvetje
Značilno socvetje je zalistni pakobul ali več pakobulov skupaj. Včasih je lahko pokrnelo na en sam cvet (kristavec Datura, Nierembergia, Mandragora).
Cvetovi so dvospolni, običajno zvezdasti in sestavljeni iz petih (redko do desetih) venčnih listov. Čašni listi so deloma zrasli, običajno trajni in pogosto povečani, da obdajajo plod (volčje jabolko Physalis, Nicandra). Venčni listi so različno močno zrasli, tako da je venec lahko okrogel in ploščat (razhudnik Solanum, Lycopersicon), zvonast (Nicandra, Withania, Mandragora) ali cevast (kladivnik Cestrum, tobak Nicotiana). Včasih je venec dvoustnat (Schizanthus).
Prašnikov je pet (redko štiri do osem), ki so prirasli na venčno cev in so premenjalno nameščeni proti venčnim listom. Prašnice se običajno dotikajo, vendar niso zrasle.
Plodnica je nadrasla, sestvljena iz dveh zraslih plodnih listov, z enim vratom.

### Plod in seme
Plod, ki vsebuje številna semena, je jagoda, ki se ne odpira (razhudnik Solanum, volčja češnja Atropa, paprika Capscum, Saracha, Nicandra) ali manj pogosto glavica (kristavec Datura, zobnik Hyoscyamus, bunika Scopolia, Salpiglossis). Semena vsebujejo obilen endosperm.